# Czarnogórskie monety obiegowe

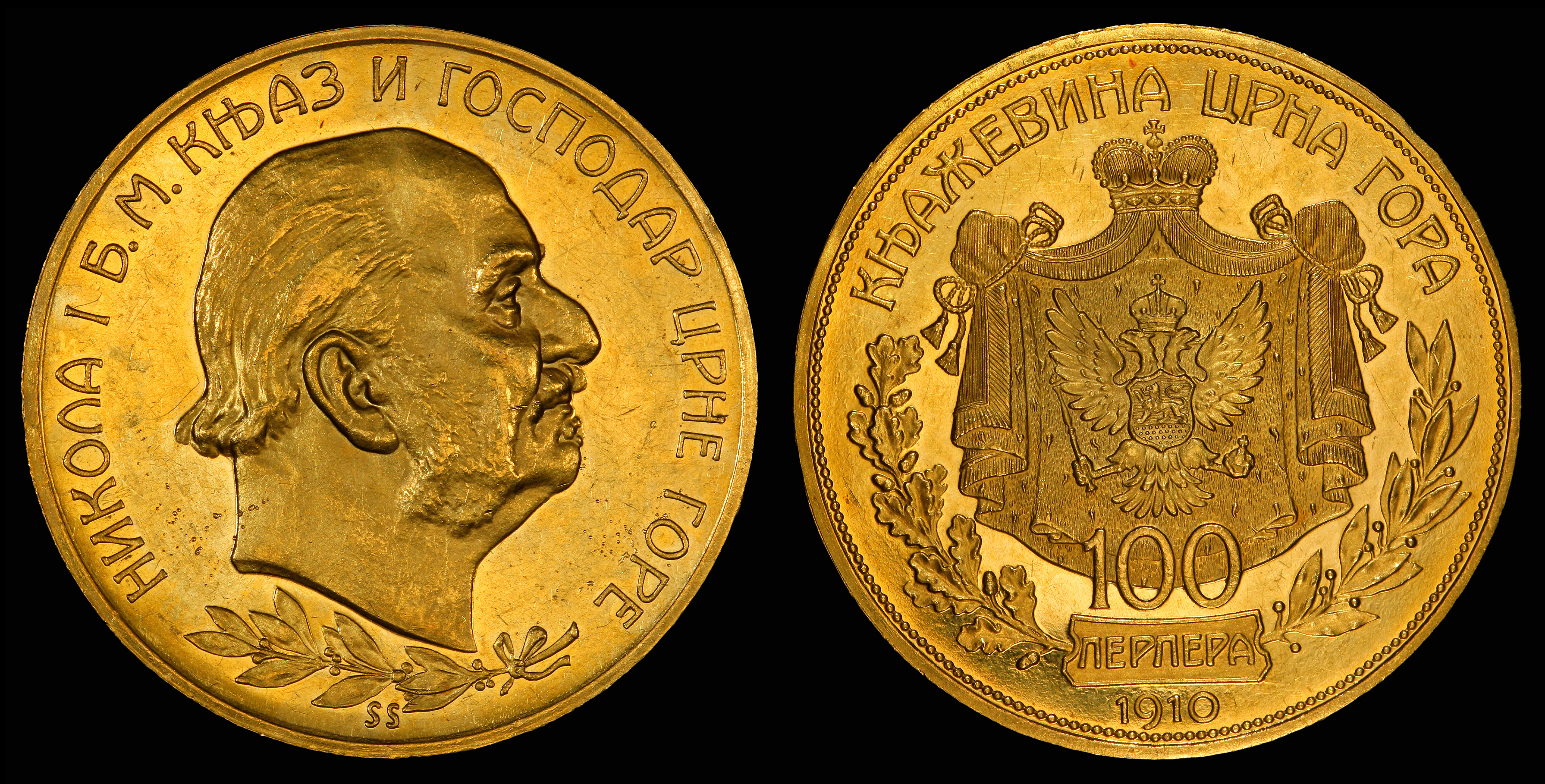
100 perperów Księstwa Czarnogóry z roku 1910

Czarnogórskie monety obiegowe – monety emitowane w latach 1906–1914 pierwotnie przez władze Księstwa, a od roku 1910 – Królestwa Czarnogóry za panowania Mikołaja I. Początkowo do obiegu wprowadzono jedynie monety zdawkowe o nominale 1 pary i jej wielokrotności, natomiast począwszy od roku 1909 emitowano także wyższe nominały, perpery. Kres monetom i czarnogórskiej walucie w ogóle przyniosła austro-węgierska okupacja podczas I wojny światowej, a w 1918 roku powołanie Królestwa Serbów Chorwatów i Słoweńców.

## Księstwo Czarnogóry

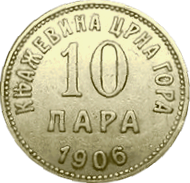
Rewers monety o nominale 10 par

Pomimo uzyskania niepodległości już w roku 1852, w pierwszych latach XX wieku Czarnogóra wciąż nie posiadała własnej waluty. Najczęściej posługiwano się koroną austro-węgierską, w mniejszym zaś stopniu lirem włoskim czy lirą turecką. Na mocy ukazu księcia Mikołaja I z 11 kwietnia 1906 r. Czarnogóra rozpoczęła emisję drobnych monet, które miały w zamyśle wyprzeć z terytorium kraju austriackie hellery. Nowo bite monety miały te same nominały i wymiary, co ich habsburskie odpowiedniki; wytwarzane były także z tych samych stopów. W 1906 roku wyemitowano monety o nominałach: 1, 2, 10 oraz 20 par i o łącznej wartości 209 tys. koron (w ukazie nie określono nazwy czarnogórskiej waluty). Awers monet przedstawiał godło państwowe (dwugłowy orzeł w koronie z berłem i jabłkiem w szponach oraz tarczą na piersi, na której znajduje się kroczący lew). Na rewersie zamieszczono zapisany arabskimi cyframi nominał i określenie „ПАРА” lub „ПАРЕ” (para/pare) oraz – wzdłuż otoku – legendę: „КЊАЖЕВИНА ЦРНА ГОРА” (Knjaževina Crna Gora, Księstwo Czarnogóry). Autor wzoru nie został ujawniony.
Z uwagi na niedobór czarnogórskich monet i wciąż powszechne występowanie austriackich hellerów, w roku 1908 zdecydowano się na dodatkową emisję. Do obrotu oddano wówczas monety wybite – podobnie jak pierwsza seria – w cesarskiej mennicy w Wiedniu o nominałach 2, 10 i 20 par o łącznej wartości 110 tys. austro-węgierskich koron. 
W ukazie z 4 maja 1909 r. po raz pierwszy określono nazwę nowej czarnogórskiej waluty – „perpera”. Srebrne monety o nominale 1 i 5 perperów miały identyczny wzór. Awers, który zaprojektował Stefan Schwartz w oparciu o rysunek Iliji Šobajicia, przedstawiał prawy profil księcia Mikołaja I wraz z zamieszczoną wzdłuż otoku inskrypcją „НИКОЛА I Б.М. КЊАЗ И ГОСПОДАР ЦРНЕ ГОРЕ” (Nikola I B.M. [= Božjom milošću] Knjaz i Gospodar Crne Gore, Mikołaj I z Bożej łaski Książę i Pan Czarnogóry). U dołu znalazła się gałązka wawrzynu. W centralnej części rewersu według projektu Rudolfa Neubergera widniało godło Księstwa w jego wariancie wielkim, z płaszczem heraldycznym. W dolnej części zapisano nominał wraz dodatkowym oznaczeniem „ПЕРПЕР” lub „ПЕРПЕРА” (perper/perpera) i rokiem bicia. Wzdłuż otoku w górnej części monety umieszczono inskrypcję „КЊАЖЕВИНА ЦРНА ГОРА”, całość zaś uzupełniono gałązkami dębowymi (po lewej) i laurowymi (prawej stronie). Moneta o nominale 5 perperów posiadała dodatkowo zdobiony rant, na którym zapisano „БОГ ЧУВА ЦРНУ ГОРУ” (Bog čuva Crnu Goru, Bóg chroni Czarnogórę). Numizmaty z tej serii powstały w paryskim zakładzie Bertrand et Béranger. Przeniesienie bicia pieniędzy z Wiednia do Paryża po części miało stanowić oznakę protestu Czarnogórców wobec austriackiej polityki na Bałkanach, w szczególności okupacji Bośni i Hercegowiny. 
Rok później wyemitowano cztery dalsze nominały. Wybito srebrną monetę o wartości dwóch perperów a także serię złotych monet o nominałach 10, 20 i 100 perperów. Ich wzór odpowiadał monetom 1- i 5-perperowym. Rant nominału 10 perperów ozdobiono strzałami i gwiazdami, pozostałe napisem „БОГ ЧУВА ЦРНУ ГОРУ”. Złote monety, których łączny nakład wyniósł 70 300 sztuk, a wartość 1,03 mln perperów bito w cesarskiej mennicy w Wiedniu.
| nominał      | stop         | średnica | masa  | roczniki   | rant                            |                      |
| ------------ | ------------ | -------- | ----- | ---------- | ------------------------------- | -------------------- |
| 1 para       | brąz         | 17       | 1,66  | 1906       | gładki                          | [ 2 ] [ 16 ] [ 19 ]  |
| 2 pary       | brąz         | 19       | 3,3   | 1906, 1908 | gładki                          | [ 2 ] [ 16 ] [ 20 ]  |
| 10 par       | nikiel       | 19       | 3     | 1906, 1908 | ząbkowany                       | [ 2 ] [ 16 ] [ 20 ]  |
| 20 par       | nikiel       | 21       | 4     | 1906, 1908 | ząbkowany                       | [ 2 ] [ 16 ] [ 20 ]  |
| 1 perper     | srebro (835) | 23       | 5     | 1909       | ząbkowany                       | [ 2 ] [ 16 ] [ 20 ]  |
| 2 perpery    | srebro (835) | 27       | 10    | 1910       | dekorowany (БОГ ЧУВА ЦРНУ ГОРУ) | [ 2 ] [ 16 ] [ 20 ]  |
| 5 perperów   | srebro (900) | 36       | 24    | 1909       | dekorowany (БОГ ЧУВА ЦРНУ ГОРУ) | [ 2 ] [ 16 ] [ 20 ]  |
| 10 perperów  | złoto (900)  | 19       | 3,39  | 1910       | dekorowany (strzały i gwiazdy)  | [ 17 ] [ 20 ] [ 21 ] |
| 20 perperów  | złoto (900)  | 21       | 6,78  | 1910       | dekorowany (БОГ ЧУВА ЦРНУ ГОРУ) | [ 17 ] [ 20 ] [ 21 ] |
| 100 perperów | złoto (900)  | 37       | 33,88 | 1910       | dekorowany (БОГ ЧУВА ЦРНУ ГОРУ) | [ 17 ] [ 20 ] [ 21 ] |

## Królestwo Czarnogóry

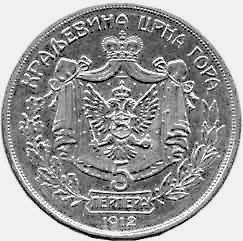
Rewers monety o nominale 5 perperów (1912)

Po przekształceniu Czarnogóry w królestwo w dniu 28 sierpnia 1910 r. wyemitowano drugą serię złotych monet – jubileuszowych, z okazji 50 lat rządów Mikołaja I. Wybito nominały 10, 20 i 100 perperów. Na awersie zamieszczono lewy profil króla z wieńcem laurowym na skroniach. U dołu, w miejscu gałązki wawrzynu zapisano lata panowania monarchy („1860–1910”). Ponadto w legendzie tytuł Knjaz (książę) zastąpiono określeniem Kralj (król, „КРАЉ”). Analogiczna zmiana została dokonana na rewersie, gdzie wyraz Knjaževina zastąpiono sformułowaniem Kraljevina (królestwo, „КРАЉЕВИНА”). Rysunek rewersu – godło państwowe wraz ze zdobieniami – nie uległ zmianie. Bite w Wiedniu monety miały łączną wartość nominalną miliona perperów (monet 100-perperowych wyemitowano 500 sztuk, 20 – 30 tys., a 10 – 35 tys.). Dopiero 30 listopada 1910 r. wydano ustawę o walucie państwowej, w której post factum dopuszczono emisję złotych monet okolicznościowych i określono ich wzór (wcześniej za podstawę prawną uważano konstytucyjną prerogatywę monarchy do emisji pieniędzy). Z uwagi na działania Austrii, która skupowała złote czarnogórskie monety i z tak pozyskanego surowca biła złote korony, czarnogórskie egzemplarze z 1910 r. wkrótce stały się rzadkością tak w obiegu, jak i na rynku kolekcjonerskim.
W kolejnych latach ponawiano emisje monet o mniejszych nominałach z uwzględnieniem zmian nomenklatury. W roku 1912 wybito 420 tys. monet (1- i 5-perperowych) o łącznej wartości 580 tys. perperów. Wśród nich 280 tys. sztuk wytworzono z przetopionej partii bitej w 1909 roku w Paryżu – uważano, że pochodzące z niej monety były słabej jakości. Rok później uzupełniono znajdującą się w obiegu pulę o nową serię monet zdawkowych – 1, 2, 10 i 20 par o łącznej wartości 71 tys. perperów (powstało wówczas milion sztuk), co stanowiło odpowiedź na niedobór gotówki wywołany włączeniem terytoriów uzyskanych po zakończeniu II wojny bałkańskiej. Jako ostatnia przed wojną światową do obrotu trafiła emisja z roku 1914, kiedy to zdecydowano się na wybicie 2,92 mln sztuk monet o łącznej wartości 1,25 mln perperów. Wytworzono wówczas wszystkie siedem typów (poza złotymi monetami okolicznościowymi).
| nominał      | stop         | średnica | masa  | roczniki   | rant                            |                            |
| ------------ | ------------ | -------- | ----- | ---------- | ------------------------------- | -------------------------- |
| 1 para       | brąz         | 17       | 1,66  | 1913, 1914 | gładki                          | [ 8 ] [ 16 ] [ 30 ]        |
| 2 pary       | brąz         | 19       | 3,33  | 1913, 1914 | gładki                          | [ 8 ] [ 16 ] [ 20 ]        |
| 10 par       | nikiel       | 19       | 3     | 1913, 1914 | ząbkowany                       | [ 8 ] [ 16 ] [ 20 ]        |
| 20 par       | nikiel       | 21       | 4     | 1913, 1914 | ząbkowany                       | [ 8 ] [ 16 ] [ 20 ]        |
| 1 perper     | srebro (835) | 23       | 5     | 1912, 1914 | ząbkowany                       | [ 8 ] [ 10 ] [ 16 ] [ 20 ] |
| 2 perpery    | srebro (835) | 27       | 10    | 1914       | dekorowany (БОГ ЧУВА ЦРНУ ГОРУ) | [ 8 ] [ 16 ] [ 20 ]        |
| 5 perperów   | srebro (900) | 36       | 24    | 1912, 1914 | dekorowany (БОГ ЧУВА ЦРНУ ГОРУ) | [ 8 ] [ 10 ] [ 16 ] [ 20 ] |
| 10 perperów  | złoto (900)  | 19       | 3,39  | 1910       | dekorowany (strzały i gwiazdy)  | [ 17 ] [ 20 ] [ 21 ]       |
| 20 perperów  | złoto (900)  | 21       | 6,78  | 1910       | dekorowany (БОГ ЧУВА ЦРНУ ГОРУ) | [ 17 ] [ 20 ] [ 21 ]       |
| 100 perperów | złoto (900)  | 37       | 33,88 | 1910       | dekorowany (БОГ ЧУВА ЦРНУ ГОРУ) | [ 17 ] [ 21 ] [ 31 ]       |